# That's the Way It Is
That's the Way It Is is een nummer van de Canadese zangeres Céline Dion uit 1999. Het verscheen als nieuw nummer op haar verzamelalbum All the Way... A Decade of Song, als eerste van vier singles.
"That's the Way It Is" gaat over doorzettingsvermogen, en niet opgeven als je moeite hebt met het vinden van de ware liefde. Het nummer werd in veel landen een grote hit. In Dions thuisland Canada bereikte het de 12e positie. In de Nederlandse Top 40 wist het de 6e positie te behalen, in de Vlaamse Ultratop 50 de 17e positie.